# 마더 2: 기그의 역습
《마더 2: 기그의 역습》(MOTHER2 ギーグの逆襲)은 1994년에 발매된 일본의 롤플레잉 게임이다. 에이프 사와 HAL 연구소가 개발하고 닌텐도가 배급을 담당해 슈퍼 패미컴으로 발매됐다. 미지의 초능력으로 전세계를 위협하는 기그의 음모를 막기 위해 모인 네스와 친구들이 모험을 떠나는 이야기를 다뤘다. 1995년에는 북미 지역에서 《어스바운드》(EarthBound)라는 제목으로 발매되었다.
이 게임은 전작 마더 출시 직후부터 구상이 시작돼 5년이라는 당시로선 긴 개발 과정을 거쳤다. 개발 과정에는 당대 화제의 카피라이터 및 작가 이토이 시게사토, 작곡가 스즈키 케이이치, 사운드 디자이너 타나카 히로카즈, 그리고 HAL 연구소의 숙련 프로그래머이자 훗날 닌텐도 본사 사장이 된 이와타 사토루 등 당대 업계의 유명인들이 관여했다. 마더 2는 서양 문화와 실제 아메리카에 기반하면서도, 이토이의 감독 하에 현실 세계를 패러디하고 재구성한 가상의 무대를 배경으로 했다.
2006년에 후속작 《마더 3》가 일본서만 발매됐다. 2013년에는 팬들의 성원에 힘입어 Wii U 버추얼 콘솔로 전세계에 재발매됐다.

## 줄거리
〈마더〉의 결말 이후 알 수 없는 시간만큼 지난 199X년 어느날, 이글랜드 대륙의 마을 오네트에서 〈마더 2〉의 이야기는 시작된다. 오네트에 살던 한 소년 네스는 외딴 산에 떨어진 외계 운석을 구경하기 위해 이웃집 친구 포키와 함께 한밤중 집을 나선다. 소동의 진원지를 찾아 산 정상에 도착한 네스는 운석에서 느닷없이 나타난 신비한 벌레 붕붕을 만났고, 그로부터 외계인 기그가 지구를 쓸어버릴 끔찍한 음모를 꾸미고 있으며 그를 막을 수 있는 건 네스 자신뿐이라는 놀라운 소식을 듣는다. 뒤이어 붕붕은 그를 쫓아온 기그의 부하도 물리치지만 불행히도 포키의 엄마에게 얻어맞고 사망한다. 죽기 전에 붕붕은 전세계에 흩어진 여덟 멜로디를 모으라는 유언과 함께 사운드 스톤을 건넸고, 다음날 네스는 멜로디를 품고 있는 성지를 찾기 위해 집을 떠나 모험을 시작한다.

### 등장 인물
- 네스: 스토리의 중심이 되는 이글랜드의 오네트에 사는 주인공으로 외모는 전작의 닌텐과 외견상으로 비슷하지만 공식적인 관계는 없다. 《대난투 스매시 브라더스》에도 참전하였다.
- 폴라: 텔레파시 능력자이며 전작의 아나의 컨셉을 이어받은 캐릭터이다.
- 제프 안도너츠: 전작의 로이드의 컨셉을 이어받은 캐릭터이며 아버지는 안도너츠 박사이다. 윈터즈의 기숙사에 산다.
- 푸: 람마 왕국의 왕자이다. 시리즈 내에서는 PSI를 습득하는 유일한 4번째 파티원이다.
- 포키 민치: 메인 악역 중 1인. 네스의 옆집 친구이다.
- 기그: 1편에 이어 메인 악역으로 출연한다. 모습이 기괴하기로 유명하다.
- 안도너츠 박사: 설정상 아인슈타인을 뛰어넘는 천재이며 제프 안도너츠의 아버지이다.
- 토성씨: 마더 시리즈의 마스코트. 수준 높은 과학을 가지고 있으며, 새턴 밸리 마을에 모여 산다.